# Агама Столички
Агама Столички (лат. Paralaudakia stoliczkana) — ящерица из рода азиатских горных агам семейства Агамовых. Вид назван в честь австрийского зоолога Фердинанда Столички.
Крупная дневная ящерица.

## Распространение
Ареал агамы Столички расположен в пределах Китая и Монголии.
В Китае встречается в провинции Ганьсу и в различных районах СУАР. В Монголии — на западе и юго-западе страны в Кобдоском, Гоби-Алтайском, Баянхонгор и Южно-Гобийском аймаках.

## Использование человеком
Агама Столички применяется в традиционной китайской медицине. Также применяется как добавка при изготовлении спиртных напитков.

## Подвиды
- Laudakia stoliczkana altaica
- Laudakia stoliczkana stoliczkana